# Алексия (певица)
Але́ксия (итал. Alexia; имя при рожд.: Алессия Аквилани, род. 19 мая 1967 года) — итальянская поп-певица.
Начала петь в 4 года, стала локально знаменитой, выиграв несколько местечковых конкурсов. В 1990 году приняла участие в записи песни «Please Don't Go» группы Double You. Где-то в это же время известный итальянский музыкальный продюсер Роберто Дзанетти (более известный под псевдонимами Savage и Robyx) создал проект Ice MC (вокруг рэпера, носившего этот псевдоним), в записи альбома 1994 года "Ice' N' Green" Алексия принимала участие в качестве женского лид-вокала. Наиболее известные синглы с ее участием : "Think About The Way" и "It's A Rainy Day". Группа много гастролировала по европейским клубам, а песня «Think About the Way» была включена в саундтрек к знаменитому британскому фильму «На игле».
В 1995 году Алексия прославилась уже сольно с песней «Me and You», а в мае 1996 году ещё одна её песня — «Summer is Crazy» — стала большим хитом. В 1997 году певица выпустила свой дебютный альбом Fan Club. Возможно, самая известная песня Алексии — «Uh La La La» с этого альбома. С ней в 1997 году она возглавила европейские танцевальные хит-парады.
Алексия четыре раза принимала участие в Фестивале Сан-Ремо. Три раза она занимала вторые места, а в 2003 году победила.

## Дискография
См. статью «Alexia discography» в английском разделе.